# زمن عماد الدين (مسلسل)
زمن عماد الدين هو مسلسل مصري من إخراج هاني لاشين وبطولة دلال عبد العزيز، عبد المنعم مدبولي، أحمد خليل، مديحة حمدي، هشام عبد الله وأميرة العايدي، صدر المسلسل في 6 نوفمبر 2002.

## نبذة
في إطار درامي تدور أحداث العمل في شارع عماد الدين خلال فترة الحرب العالمية الأولى بداية من عام 1917 وحتى عام 1923، حيث كانت تلك الفترة تشهد ثراء في عالم المسرح والغناء، وصراع القوى الوطنية ضد الاحتلال الإنجليزي.

## طاقم العمل
- دلال عبد العزيز بدور منيرة المهدية
- عبد المنعم مدبولي بدور الحاج "جعفر السكري"
- أحمد خليل بدور "فاضل بيه السكري"
- مديحة حمدي بدور "زينب"
- هشام عبد الله بدور "شهدي السكري"
- أميرة العايدي بدور "شريفة السكري"
- أبو بكر عزت بدور "شعبان فريكيكو"
- هياتم بدور "بساتين"
- دنيا سمير غانم بدور "فردوس فريكيكو"
- أحمد راتب بدور نجيب الريحاني
- طارق الدسوقي بدور سيد درويش
- سيد الرومي بدور علي الكسار